# Vieussan
Vieussan (Okzitanisch: Viuça) ist eine französische Gemeinde mit 268 Einwohnern (Stand 1. Januar 2022) im Département Hérault in der Region Okzitanien. Die Einwohner werden als Vieussanois bezeichnet. Das Gemeindegebiet gehört zum Regionalen Naturpark Haut-Languedoc.

## Geografie
Die Gemeinde liegt in der Landschaft Montagne Noire, dem bereits vom Mittelmeerklima geprägten südlichsten Ausläufer des französischen Zentralmassivs. Das namensgebende Dorf befindet sich an einem Südhang im Tal des Orb, in dem mit der Straße Route Départementale D14 von (Béziers–) Roquebrun nach Mons (Hérault) auch die Hauptverkehrsverbindung der Gemeinde liegt. Deren übrige Fläche ist aufgrund des topographisch schwierigen Terrains mit Ausnahme einzelner Weiler unbesiedelt und, abgesehen von einer Straße in die Gemeinde Berlou, verkehrstechnisch kaum erschlossen.

## Bevölkerungsentwicklung
| Jahr                       | 1962 | 1968 | 1975 | 1982 | 1990 | 1999 | 2008 | 2017 |
| Einwohner                  | 280  | 234  | 232  | 257  | 256  | 214  | 269  | 266  |
| Quellen: Cassini und INSEE |      |      |      |      |      |      |      |      |

## Wirtschaft
Haupterwerbszweig ist der Weinbau. Das Anbaugebiet Vieussan zählt zur Appellation Saint-Chinian (AOC).